# Blah Blah Blah (Armin van Buuren låt)
Blah Blah Blah är en singel av Armin Van Buuren Singeln släpptes den 18 maj 2018. Låten släpptes i Nederländerna av skivbolaget Armada Music som en digital nedladdning den 18 maj 2018. Låten är skriven av Armin Van Buuren, Andrew Bullimore & Josh Record, och den är producerad av van Buuren, Bullimore, Record.

## Låtlista

### Singlar
| Nr | Titel                       | Längd |
| -- | --------------------------- | ----- |
| 1. | Blah Blah Blah (Radio Edit) | 3:04  |

| Nr | Titel                              | Längd |
| -- | ---------------------------------- | ----- |
| 1. | Blah Blah Blah (extended club mix) | 6:06  |

### Remixes
| Nr | Titel                                       | Längd |
| -- | ------------------------------------------- | ----- |
| 1. | Blah Blah Blah (Bassjackers extended remix) | 4:18  |

| Nr | Titel                                      | Längd |
| -- | ------------------------------------------ | ----- |
| 1. | Blah Blah Blah (Alex Ander extended remix) | 4:44  |

| Nr | Titel                                                        | Längd |
| -- | ------------------------------------------------------------ | ----- |
| 1. | Blah Blah Blah (Brennan Heart & Toneshifterz extended remix) | 4:44  |

| Nr | Titel                                     | Längd |
| -- | ----------------------------------------- | ----- |
| 1. | Blah Blah Blah (Kid Comet extended remix) | 3:10  |

| Nr | Titel                                | Längd |
| -- | ------------------------------------ | ----- |
| 1. | Blah Blah Blah (Zany extended remix) | 4:20  |

| Nr | Titel                                       | Längd |
| -- | ------------------------------------------- | ----- |
| 1. | Blah Blah Blah (Tru Concept extended remix) | 3:29  |

### Topplaceringar
| Lista (2017)                | Topplacering |
| --------------------------- | ------------ |
| Belgien (Ultratip Wallonia) | 3            |
| Holland (Dutch Top 40)      | 31           |
| Sverige                     | 25           |
| USA (Billboard)             | 31           |